# Gabriela Crețu
Gabriela Crețu (ur. 16 stycznia 1965 w Târgu Frumos) – rumuńska polityk i nauczycielka, parlamentarzystka krajowa, od 2007 do 2009 deputowana do Parlamentu Europejskiego.

## Życiorys
Absolwentka filozofii i historii na Uniwersytecie w Jassach z 1987, w 1998 na tej samej uczelni uzyskała stopień doktora w zakresie epistemologii i filozofii nauki. Przez kilkanaście lat pracowała jako nauczycielka w szkołach średnich w Vaslui. Zaangażowała się w działalność Partii Socjaldemokratycznej, w 1998 weszła w skład jej rady krajowej. Była też sekretarzem partyjnego forum kobiet. W 2004 została wybrana do Izby Deputowanych.
1 stycznia 2007 objęła mandat deputowanej do Parlamentu Europejskiego, utrzymała go także w pierwszych wyborach powszechnych w tym samym roku. W PE była członkinią Grupy Socjalistycznej oraz Komisji Rynku Wewnętrznego i Ochrony Konsumentów. Kadencję zakończyła 13 lipca 2009.
W 2012, 2016 i 2020 z ramienia PSD wybierana do rumuńskiego Senatu.